# Neodon fuscus
Neodon fuscus és una espècie de mamífer rosegador de la família dels cricètids. És endèmic de Qinghai (Xina), on viu a altituds d'entre 3.700 i 4.800 msnm. El seu hàbitat natural són els prats humits situats als herbassars d'alta muntanya. Es desconeix si hi ha cap amenaça significativa per a la supervivència d'aquesta espècie. El seu nom específic, fuscus, significa ‘fosc’ en llatí.